# Dongliao
Dongliao (chiń. 东辽县; pinyin: Dōngliáo Xiàn) – powiat w północno-wschodnich Chinach, w prowincji Jilin, w prefekturze miejskiej Liaoyuan. W 1999 roku liczył 390 519 mieszkańców.